# Mnesipenthe cretes
Mnesipenthe cretes là một loài bướm đêm trong họ Geometridae.